# Paracharopa delicatula
Paracharopa delicatula är en snäckart som beskrevs av Frank Climo 1983. Paracharopa delicatula ingår i släktet Paracharopa och familjen Charopidae. Inga underarter finns listade i Catalogue of Life.